# 西光寺 (関市)
西光寺（さいこうじ）は岐阜県関市池尻にある釈迦如来を本尊とする曹洞宗の寺院で、山号は仏徳山。中濃八十八ヶ所霊場23番札所である。
土岐頼芸の家臣であった平田宗善が主家の没落を契機に池尻村に移住し、永禄年間に菩提寺として香華寺を建立した。その後、天正5年（1577年）に龍泰寺14世蘭室正芳を開山に迎えて寺号を西光寺に改めた。天保年間には耕地を三町一反六畝三歩所有する裕福な寺であった。